# کلپا

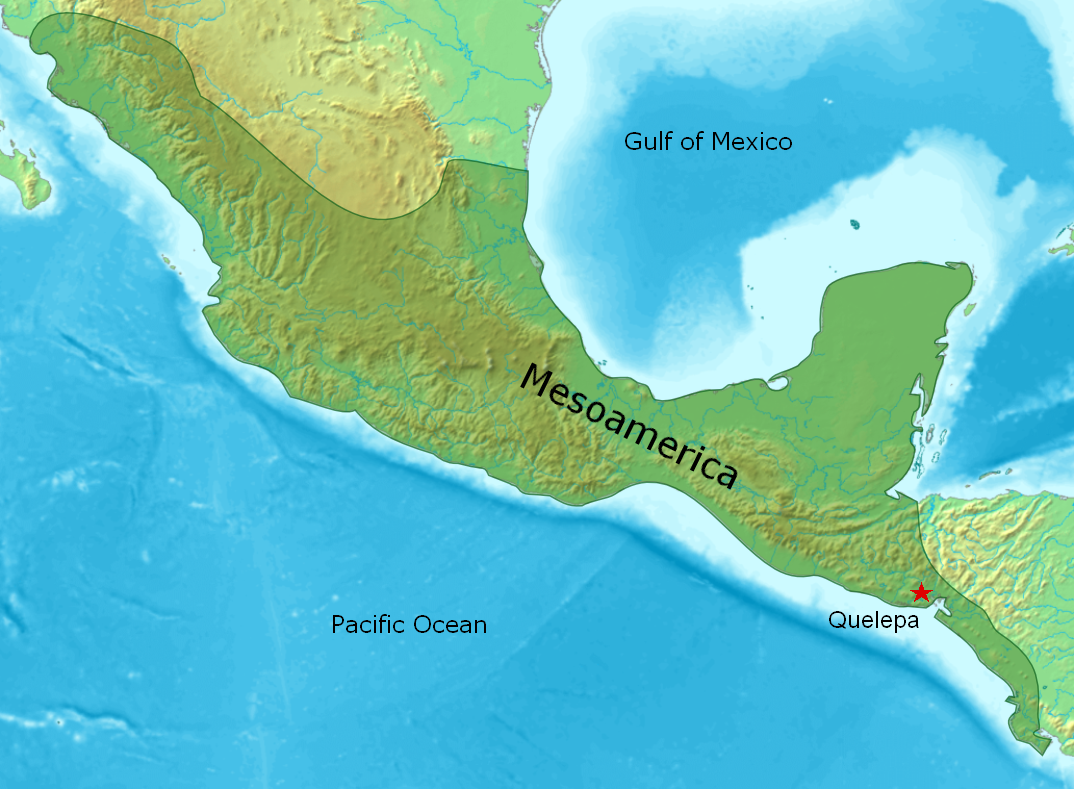
منطقه کلپا در حوزه فرهنگی آمریکای مرکزی(مزوآمریکا)

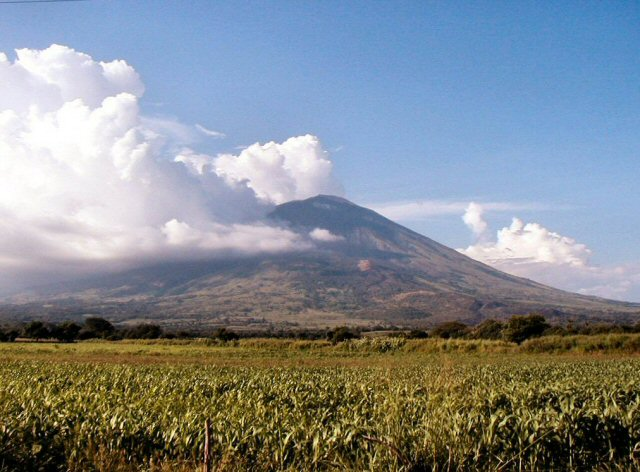
طبیعت کلپا و نمایی از آتشفشان سن میگوئل

کلپا (به اسپانیایی: Quelepa) منطقه‌ای باستانی در کشور السالوادور می‌باشد که آثاری فرهنگی مربوط سده‌های ۵۰۰ پیش از میلاد تا قرن سوم میلادی را درخود جای داده‌است. معنی کلپا در زبان بومی سرخپوستان منطقه پلنگ سنگی می‌باشد. روستایی در یک کیلومتری آن به همین نام وجود دارد.